# Mabahith
El Mabahith (en árabe, المباحث العامة, al-Mabahith al-'Amma, Dirección General de Investigación), también escrito Mabaheth, es la agencia de policía secreta del Ministerio del Interior de Arabia Saudita.
De acuerdo con Human Rights Watch, la Mabahith "monitorea presuntos opositores políticos y otros, individuos que su meta es la detención, e interroga a los mismos. Los agentes del Mabahith operan con impunidad, y han sido responsables de una amplia gama de abusos contra los derechos humanos, incluidas detenciones arbitrarias, incomunicación, y la tortura.
Los miembros de la Mabahith fueron presuntamente responsables de la tortura de los detenidos occidentales arrestados durante una campaña de atentados con coche bomba que se inició en el año 2000. Dos miembros, en particular, Khalid al-Saleh y Ibrahim al-Dalí, fueron nombrado por William Sampson en su acción judicial contra el gobierno de Arabia Saudita. Sampson y otros perdieron el caso en el High Court of Justice del Reino Unido cuando los saudíes utilizan la Ley de Inmunidad Estatal de 1978 como defensa.
Los miembros de la Mabahith ejecutan a los presos en la cárcel de `Ulaysha en Riad, donde se mantiene a los presos en detención arbitraria. El Grupo de Trabajo sobre Detención Arbitraria de las Naciones Unidas se ha opuesto a la detención arbitraria en la prisión de la Mabaheth. A partir de junio de 2011, entre los presos detenidos arbitrariamente se encuentran, al parecer, cinco miembros fundadores de un posible partido político, el Partido Islámico Umma, y del Khaled al-Johani, que protestaron públicamente en Riad el 11 de marzo, en el llamado "Día de la Ira", durante las protestas en Arabia Saudita de 2011-2012.